# Pfarrkirche Landsee

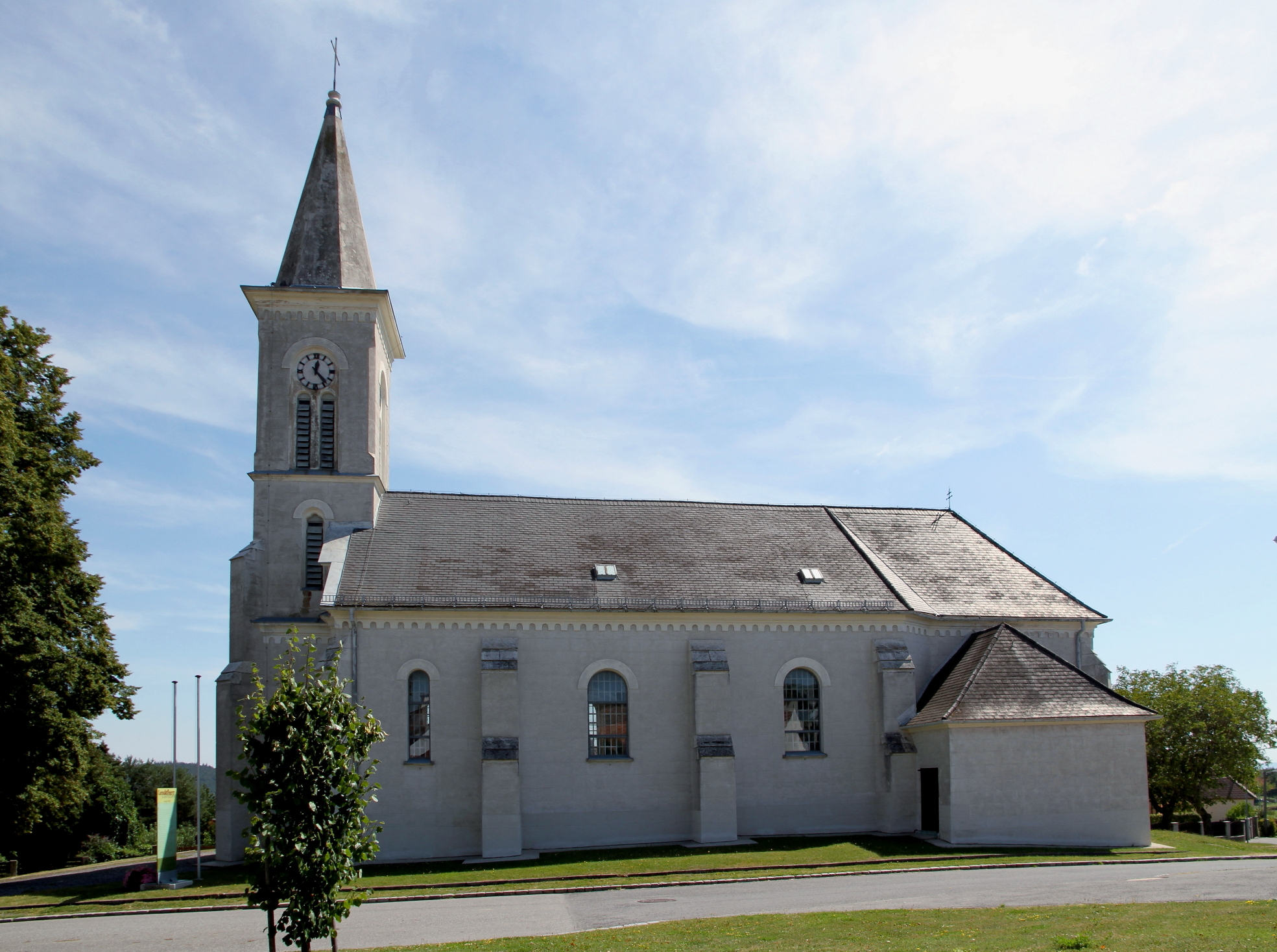
Katholische Pfarrkirche hl. Michael in Landsee

Die römisch-katholische Pfarrkirche Landsee steht in der Ortschaft Landsee in der Gemeinde Markt Sankt Martin im Bezirk Oberpullendorf im Burgenland. Sie ist dem heiligen Michael geweiht und gehört zum Dekanat Oberpullendorf in der Diözese Eisenstadt. Das Bauwerk steht unter Denkmalschutz (Listeneintrag).

## Geschichte
Die Pfarre wurde 1804 gegründet. Die heutige Kirche wurde um 1800 errichtet. Nach einem Brand im Jahr 1897 wurde die Kirche 1909 umgebaut. 1954 erfolgte eine Restaurierung.

## Kirchenbau
Kirchenäußeres
Die Kirche ist ein klassizistischer Bau mit neoromanischen Ergänzungen am Kirchenschiff und einem eingezogenen, flach geschlossenen Chor. Die Fassade ist durch Strebepfeiler gegliedert. Der Kirchturm ist dreigeschoßig und hat einen Spitzhelm.
Kircheninneres
Das Langhaus der Kirche ist dreijochig und ist platzlgewölbt. Dazwischen sind breite Gurtbögen mit gedoppelten Auflagen, die auf Pilastern ruhen. Die Empore lagert auf Eisenstützen und wurde 1928 vergrößert. Der rundbogige Triumphbogen ist durchgehend gekehlt. Im Chor ist quadratisches Platzlgewölbe.

## Ausstattung
Der Hochaltar hat einen breiten klassizistischen Tabernakel mit Engeln. Im Aufsatz ist eine Nachbildung der Mariazeller Muttergottes. Dahinter ist moderne Wandmalerei. Die Kanzel aus der zweiten Hälfte des 17. Jahrhunderts ist mit Putti und Knorpelwerk verziert. Sie wurde 1786 aus dem aufgehobenen Paulinerkloster Wandorf hierher übertragen. Der Taufstein entstand um 1800. Seitlich vom Hauptaltar stehen zwei barocke Schnitzfiguren der heiligen Kirchenväter. Im Pfarrhof stehen zwei weitere Figuren. Am Triumphbogen stehen zwei spätbarocke Schnitzfiguren der Heiligen Petrus und Paulus aus der zweiten Hälfte des 18. Jahrhunderts. Unter der Empore stehen eine barocke Immaculata-Statue aus der ersten Hälfte des 18. Jahrhunderts sowie zwei barocke Figuren der Heiligen Johannes Nepomuk und Johannes der Täufer. Über der Sakristeitür hängt ein Ölbild der heiligen Thekla aus dem 18. Jahrhundert. Die 14 Kreuzwegbilder sind Ölbilder in ovalem Rahmen mit Muscheldekor aus der Zeit um 1750. Sie wurden 1967 restauriert. Der Sakristeischrank aus dem ersten Viertel des 18. Jahrhunderts stammt aus dem Kamaldulenserkloster Landsee.
Die Orgel aus 1931 mit 8 Registern wurde von Josef Huber aus Eisenstadt gebaut.